# Лауренцана
Лауренцана (итал. Laurenzana) — коммуна в Италии, расположена в регионе Базиликата, подчиняется административному центру Потенца.
Население составляет 2246 человек, плотность населения составляет 24 чел./км². Занимает площадь 95 км². Почтовый индекс — 85014. Телефонный код — 0971.
Покровительницей коммуны почитается Пресвятая Богородица, празднование 16 июля.